# 1004
Anul 1004 (MIV) a fost un an obișnuit al calendarului iulian. Este un an caracterizat prin războaiele dintre bulgari și bizantini,  germani și italieni,  dintre bizantini/venețieni și sarazini,  și incursiuni vikinge prin Anglia.  

## Evenimente

### Europa

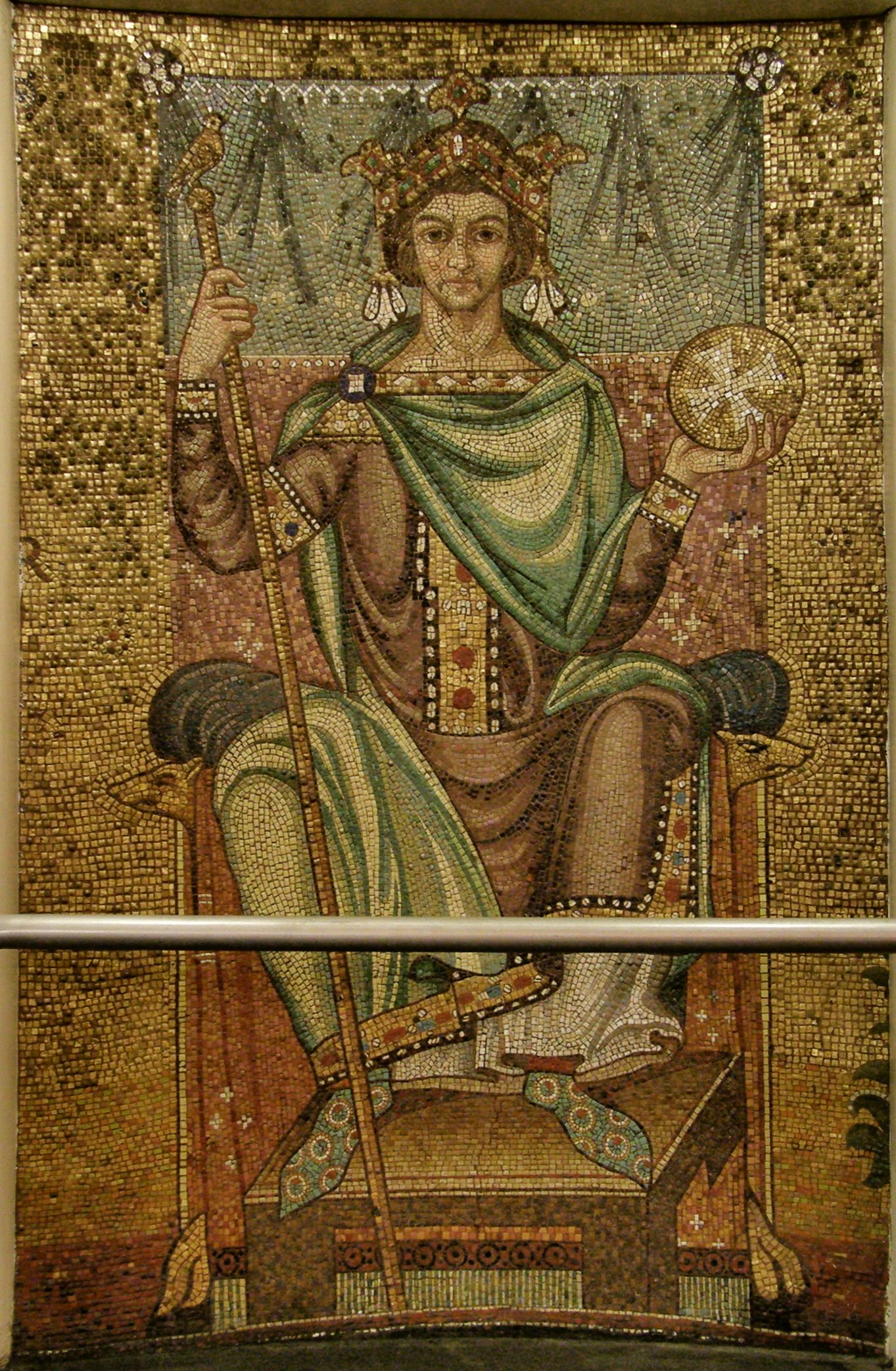
Heinrich II devine rege al Italiei

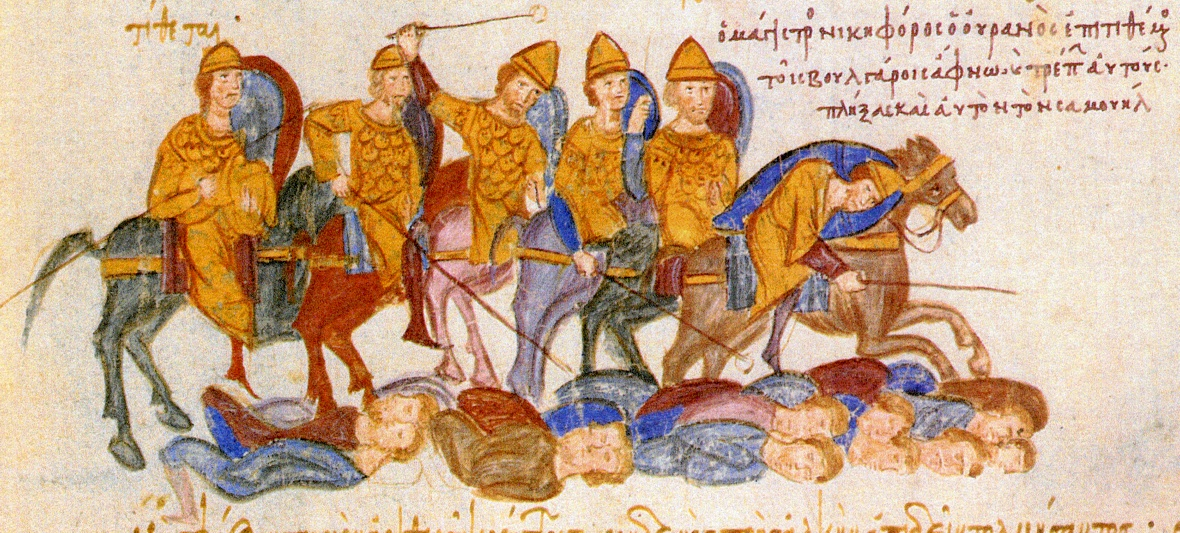
Batalia de la Skopje intre bulgari si bizantini

- 14 mai: Henric al II-lea este încoronat rege al Italiei de către arhiepiscopul Arnulf al II-lea la Pavia. Urmează o ceartă între trupele germane și cetățenii pavezi. Henry ordonă masacrarea populației ca răspuns, distrugând orașul.
- Bătălia de la Skopje: Împăratul Vasile al II-lea învinge forțele bulgare lângă Skopje (Macedonia de Nord modernă). Lăsându-și armata în urmă, Samuel al Bulgariei reușește să scape. Vasile își continuă campania și asediază cetatea Pernik. Până la sfârșitul anului, Vasile a cucerit aproximativ jumătate din Imperiul Bulgar.
- Forțele maure sub vizirul Abd al-Malik al-Muzaffar au  capturat  orașul catalan Manresa (Spania modernă).
- Forțele venețian-bizantine înfrâng sarazinii la Bari. Cetatea este pe punctul de a capitula după un asediu de 3 zile. Giovanni, fiul lui Doge Pietro Orseolo II, este căsătorit cu prințesa bizantină Maria Argyra.
- O flotă vikingă daneză sub Sweyn I (Forkbeard) debarcă în Norfolk. Ealdorman Ulfcytel ordonă trupelor sale anglo-saxone să ardă corabiile. Planul eșuează și mica armată a lui Ulfcytel este învinsă de vikingi.
- Papa Ioan al XVIII-lea își începe domnia ca cel de-al 141-lea papa al Bisericii Catolice de la Roma (1004-1009).
- Pirații sarazini sub emirul Mugahid au jefuit Pisa, distrugând aproape un sfert din oraș.
- Războiul germano-polonez: ducele Bolesław I al Poloniei pierde Boemia. Cu sprijinul german, Jaromír ocupă Praga și se proclamă noul duce. La Merseburg, el promite să dețină Boemia ca vasal al lui Henric al II-lea.
- Regele Henric al II-lea traversează cu o forță expediționară prin Pasul Brenner către Trento. După succesele militare inițiale împotriva lui Arduin din Ivrea, el primește omagiul clerului italian și al familiilor nobile lombarde.
- Sancho al III-lea devine rege al Pamplona, Aragon și Castilla (1004-1035).

### Africa
- Un episod de ciumă și foamete izbucnește în Africa de Nord.

### China
- Împăratul Sheng Zong din Liao lansează o ofensivă majoră împotriva dinastiei Song. El invadează Shanyang și amenință capitala Song din Kaifeng.
- Porțelanul Jingdezhen intră într-o perioadă de producție semnificativă în timpul dinastiei Song.

## Nașteri
- Abdallah ibn Al-Aftas, fondatorul dinastiei Aftasidă (d. 1060)
- Dedi I (sau Dedo), margraf al sașului Ostmark (d. 1075)
- Godgifu, fiica lui Æthelred (cel Nemulțumit), (d. ?)
- Guido de Acqui (sau Wido), episcop italian (d. ?)
- Minamoto no Takakuni, nobil japonez (d. 1077)
- Nasir Khusraw, poet și filosof persan (d. 1088)
- William al VI-lea (cel Gras), nobil francez (d. 1038)

## Decese
- 11 iulie: Theobald II, nobil francez (n. ?)
- 4 noiembrie: Otto I, duce de Carintia (n. ?)
- 13 noiembrie: Abbo de Fleury, stareț al Mănăstirii Fleury
- Adelaida din Aquitania, regină consortă a Franței (n. ?)
- Aderald, preot și arhidiacon francez (n. ?)
- Eochaid (sau Flannacáin), cleric și poet irlandez (n. 935)
- Frederick (sau Federico), arhiepiscop de Ravenna (n. ?)
- Gisilher (sau Giselmar), arhiepiscop de Magdeburg (n. ?)
- Khusrau Shah, regele Justanizilor (n. ?)
- Li, împărăteasa consoartă a dinastiei Song (n. 960)
- Li Jiqian, guvernator chinez și lider rebel (n. 963)
- Soběslav (sau Soběbor), nobil boem (n. ?)
- Wulfric Spot, nobil englez (n. ?)